# Флатонија (Тексас)
Флатонија (енгл. Flatonia) град је у америчкој савезној држави Тексас. По попису становништва из 2010. у њему је живело 1.383 становника.

## Демографија
Према попису становништва из 2010. у граду је живело 1.383 становника, што је 6 (0,4%) становника више него 2000. године.
| Група             | 2000.       | 2010.       |
| Белци             | 761 (55,3%) | 637 (46,1%) |
| Афроамериканци    | 103 (7,5%)  | 83 (6,0%)   |
| Азијати           | 0 (0,0%)    | 2 (0,1%)    |
| Хиспаноамериканци | 498 (36,2%) | 643 (46,5%) |
| Укупно            | 1.377       | 1.383       |